# Balian (família)

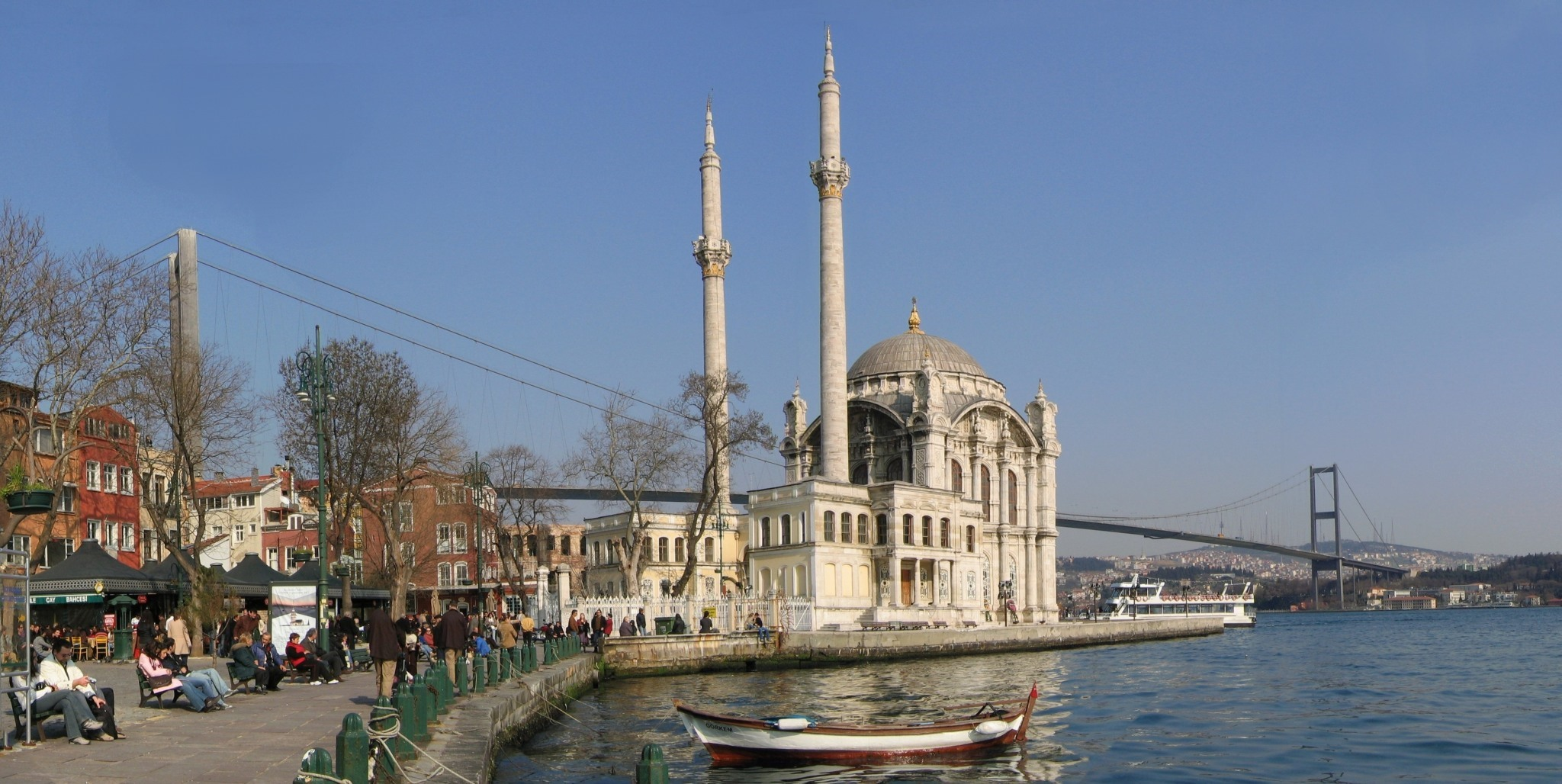
A Mesquita de Ortaköy ou Büyük Mecidiye Camii (Grande Mesquita Imperial), em Ortaköy, Beşiktaş; obra de Garabet Amira e Nigoğayos Balian, construída entre 1852 e 1584; atrás: a Ponte do Bósforo

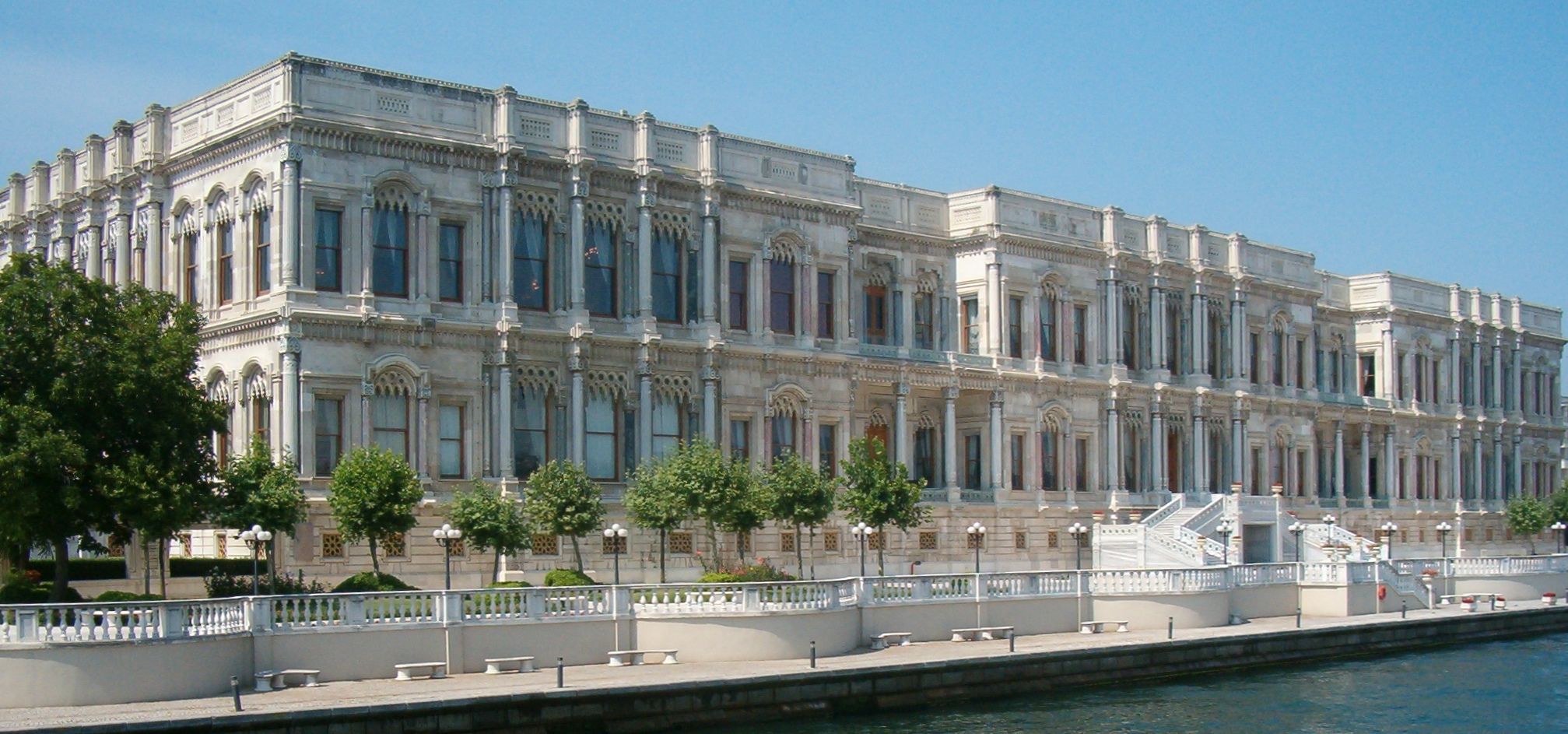
Palácio de Çırağan, em Ortaköy, Beşiktaş, da originalmente da autoria de Nigoğayos, foi construído por Sarkis e Hagop Balian

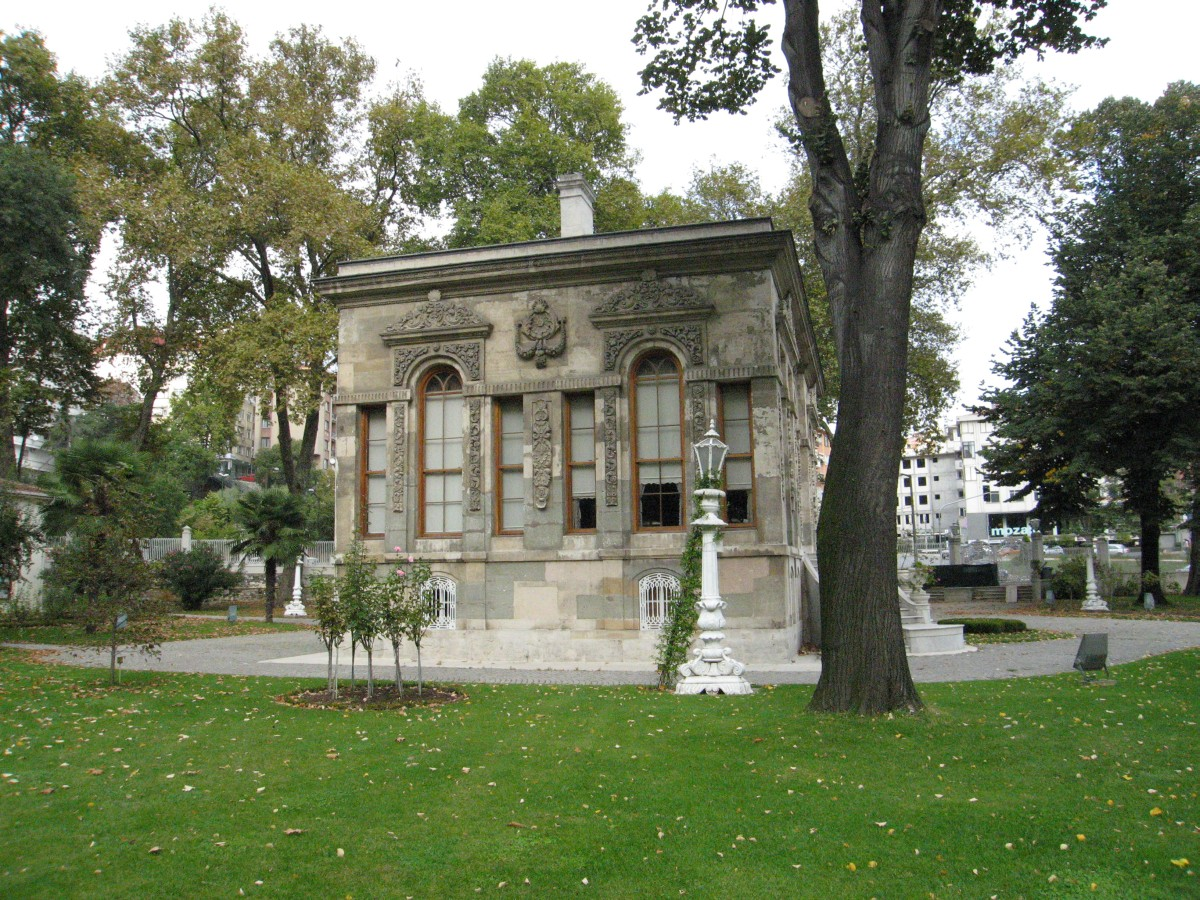
(Ihlamur Kasrı, pavilhão das tílias), atualmente a sede do Departamento de Palácios Nacionais da Turquia, em Nişantaşı, Beşiktaş; obra de Nigoğayos Balian de 1849

A família Balian ou Balyan (em arménio: Պալյաններ; romaniz.: Palyans) notabilizou-se pelas obras de arquitetura otomana de vários dos seus membros. Era uma família de etnia arménia residente em Istambul, Turquia . Entre os séculos XVIII e XIX os arquitetos Balian desenharam e construíram numerosos edifícios importantes, incluindo palácios, quiosques, mesquitas, igrejas e outros edifícios públicos, a maior parte deles em Istambul. Os nove membros mais conhecidos da família serviram seis sultões durante aproximadamente um século e tiveram grande influência na ocidentalização da arquitetura da então capital do Império Otomano.
Até ao século XVII, os arquitetos ao serviço do Império Otomano eram muçulmanos, senão de nascimento, pelo menos convertidos.[carece de fontes?] Provavelmente devido ao movimento de reforma, os arquitetos de minorias não muçulmanas começaram a ganhar popularidade e, entre eles destacaram-se os Balian, com educação ocidental. Entre os estudiosos debate-se se a sua importância teria sido mais como arquitetos propriamente ditos, como empreiteiros, pois não se sabe ao certo quais os membros da família que eram arquitetos e quais os que eram homens de negócios ligados à construção.
Os Balian usaram técnicas de construção e desenhos ocidentais, mas não menosprezaram elementos tradicionais otomanos nas suas obras. A obra maior e mais importante construída pelos Balian foi o Palácio Dolmabahçe, considerado um dos palácios do século XIX mais requintados do mundo, mas muitos dos outros seus monumentos estão classificados como monumentos histórios.[carece de fontes?]

## Membros mais famosos
|  |  |  |  |                              |                              |                              |                              |                              |                              |                |                |                           |                           |                           |                           |                                  |                                  |                                  |                                  | Meremetçi Bali (ou Balen; ?–1725) |                                  |                          |                          |                              |                              |                              |                              |                              |                              |                          |                          |                          |                          |  |  |  |  |  |  |  |  |  |  |  |  |  |  |  |  |  |  |  |  |  |  |  |  |  |  |
|  |  |  |  |                              |                              |                              |                              |                              |                              |                |                |                           |                           |                           |                           |                                  |                                  |                                  |                                  |                                   |                                  |                          |                          |                              |                              |                              |                              |                              |                              |                          |                          |                          |                          |  |  |  |  |  |  |  |  |  |  |  |  |  |  |  |  |  |  |  |  |  |  |  |  |  |  |
|  |  |  |  |                              |                              |                              |                              |                              |                              |                |                |                           |                           |                           |                           |                                  |                                  |                                  |                                  | Magar (?-?)                       |                                  |                          |                          |                              |                              |                              |                              |                              |                              |                          |                          |                          |                          |  |  |  |  |  |  |  |  |  |  |  |  |  |  |  |  |  |  |  |  |  |  |  |  |  |  |
|  |  |  |  |                              |                              |                              |                              |                              |                              |                |                |                           |                           |                           |                           |                                  |                                  |                                  |                                  |                                   |                                  |                          |                          |                              |                              |                              |                              |                              |                              |                          |                          |                          |                          |  |  |  |  |  |  |  |  |  |  |  |  |  |  |  |  |  |  |  |  |  |  |  |  |  |  |
|  |  |  |  |                              |                              |                              |                              |                              |                              |                |                |                           |                           |                           |                           |                                  |                                  |                                  |                                  |                                   |                                  |                          |                          |                              |                              |                              |                              |                              |                              |                          |                          |                          |                          |  |  |  |  |  |  |  |  |  |  |  |  |  |  |  |  |  |  |  |  |  |  |  |  |  |  |
|  |  |  |  |                              |                              |                              |                              |                              |                              |                |                |                           |                           |                           |                           |                                  |                                  |                                  |                                  |                                   |                                  |                          |                          |                              |                              |                              |                              |                              |                              |                          |                          |                          |                          |  |  |  |  |  |  |  |  |  |  |  |  |  |  |  |  |  |  |  |  |  |  |  |  |  |  |
|  |  |  |  |                              |                              |                              |                              | Sogome                       | Sogome                       | Sogome         | Sogome         | Sogome                    | Sogome                    |                           |                           | Krikor Balian (1764-1831)        | Krikor Balian (1764-1831)        | Krikor Balian (1764-1831)        | Krikor Balian (1764-1831)        | Krikor Balian (1764-1831)         | Krikor Balian (1764-1831)        |                          |                          | Senekerim Balian (1768-1833) | Senekerim Balian (1768-1833) | Senekerim Balian (1768-1833) | Senekerim Balian (1768-1833) | Senekerim Balian (1768-1833) | Senekerim Balian (1768-1833) |                          |                          |                          |                          |  |  |  |  |  |  |  |  |  |  |  |  |  |  |  |  |  |  |  |  |  |  |  |  |  |  |
|  |  |  |  |                              |                              |                              |                              | Sogome                       | Sogome                       | Sogome         | Sogome         | Sogome                    | Sogome                    |                           |                           | Krikor Balian (1764-1831)        | Krikor Balian (1764-1831)        | Krikor Balian (1764-1831)        | Krikor Balian (1764-1831)        | Krikor Balian (1764-1831)         | Krikor Balian (1764-1831)        |                          |                          | Senekerim Balian (1768-1833) | Senekerim Balian (1768-1833) | Senekerim Balian (1768-1833) | Senekerim Balian (1768-1833) | Senekerim Balian (1768-1833) | Senekerim Balian (1768-1833) |                          |                          |                          |                          |  |  |  |  |  |  |  |  |  |  |  |  |  |  |  |  |  |  |  |  |  |  |  |  |  |  |
|  |  |  |  |                              |                              |                              |                              |                              |                              |                |                |                           |                           |                           |                           |                                  |                                  |                                  |                                  |                                   |                                  |                          |                          |                              |                              |                              |                              |                              |                              |                          |                          |                          |                          |  |  |  |  |  |  |  |  |  |  |  |  |  |  |  |  |  |  |  |  |  |  |  |  |  |  |
|  |  |  |  |                              |                              |                              |                              | Nazeni Babaian               | Nazeni Babaian               | Nazeni Babaian | Nazeni Babaian | Nazeni Babaian            | Nazeni Babaian            |                           |                           | Garabet Amira Balian (1800-1866) | Garabet Amira Balian (1800-1866) | Garabet Amira Balian (1800-1866) | Garabet Amira Balian (1800-1866) | Garabet Amira Balian (1800-1866)  | Garabet Amira Balian (1800-1866) |                          |                          |                              |                              |                              |                              |                              |                              |                          |                          |                          |                          |  |  |  |  |  |  |  |  |  |  |  |  |  |  |  |  |  |  |  |  |  |  |  |  |  |  |
|  |  |  |  |                              |                              |                              |                              | Nazeni Babaian               | Nazeni Babaian               | Nazeni Babaian | Nazeni Babaian | Nazeni Babaian            | Nazeni Babaian            |                           |                           | Garabet Amira Balian (1800-1866) | Garabet Amira Balian (1800-1866) | Garabet Amira Balian (1800-1866) | Garabet Amira Balian (1800-1866) | Garabet Amira Balian (1800-1866)  | Garabet Amira Balian (1800-1866) |                          |                          |                              |                              |                              |                              |                              |                              |                          |                          |                          |                          |  |  |  |  |  |  |  |  |  |  |  |  |  |  |  |  |  |  |  |  |  |  |  |  |  |  |
|  |  |  |  |                              |                              |                              |                              |                              |                              |                |                |                           |                           |                           |                           |                                  |                                  |                                  |                                  |                                   |                                  |                          |                          |                              |                              |                              |                              |                              |                              |                          |                          |                          |                          |  |  |  |  |  |  |  |  |  |  |  |  |  |  |  |  |  |  |  |  |  |  |  |  |  |  |
|  |  |  |  |                              |                              |                              |                              |                              |                              |                |                |                           |                           |                           |                           |                                  |                                  |                                  |                                  |                                   |                                  |                          |                          |                              |                              |                              |                              |                              |                              |                          |                          |                          |                          |  |  |  |  |  |  |  |  |  |  |  |  |  |  |  |  |  |  |  |  |  |  |  |  |  |  |
|  |  |  |  |                              |                              |                              |                              |                              |                              |                |                |                           |                           |                           |                           |                                  |                                  |                                  |                                  |                                   |                                  |                          |                          |                              |                              |                              |                              |                              |                              |                          |                          |                          |                          |  |  |  |  |  |  |  |  |  |  |  |  |  |  |  |  |  |  |  |  |  |  |  |  |  |  |
|  |  |  |  |                              |                              |                              |                              |                              |                              |                |                |                           |                           |                           |                           |                                  |                                  |                                  |                                  |                                   |                                  |                          |                          |                              |                              |                              |                              |                              |                              |                          |                          |                          |                          |  |  |  |  |  |  |  |  |  |  |  |  |  |  |  |  |  |  |  |  |  |  |  |  |  |  |
|  |  |  |  | Nigoğayos Balian (1826-1858) | Nigoğayos Balian (1826-1858) | Nigoğayos Balian (1826-1858) | Nigoğayos Balian (1826-1858) | Nigoğayos Balian (1826-1858) | Nigoğayos Balian (1826-1858) |                |                | Sarkis Balian (1835-1899) | Sarkis Balian (1835-1899) | Sarkis Balian (1835-1899) | Sarkis Balian (1835-1899) | Sarkis Balian (1835-1899)        | Sarkis Balian (1835-1899)        |                                  |                                  | Hagop Balian (1838-1875)          | Hagop Balian (1838-1875)         | Hagop Balian (1838-1875) | Hagop Balian (1838-1875) | Hagop Balian (1838-1875)     | Hagop Balian (1838-1875)     |                              |                              | Simon Balian (1846-1894)     | Simon Balian (1846-1894)     | Simon Balian (1846-1894) | Simon Balian (1846-1894) | Simon Balian (1846-1894) | Simon Balian (1846-1894) |  |  |  |  |  |  |  |  |  |  |  |  |  |  |  |  |  |  |  |  |  |  |  |  |  |  |
|  |  |  |  | Nigoğayos Balian (1826-1858) | Nigoğayos Balian (1826-1858) | Nigoğayos Balian (1826-1858) | Nigoğayos Balian (1826-1858) | Nigoğayos Balian (1826-1858) | Nigoğayos Balian (1826-1858) |                |                | Sarkis Balian (1835-1899) | Sarkis Balian (1835-1899) | Sarkis Balian (1835-1899) | Sarkis Balian (1835-1899) | Sarkis Balian (1835-1899)        | Sarkis Balian (1835-1899)        |                                  |                                  | Hagop Balian (1838-1875)          | Hagop Balian (1838-1875)         | Hagop Balian (1838-1875) | Hagop Balian (1838-1875) | Hagop Balian (1838-1875)     | Hagop Balian (1838-1875)     |                              |                              | Simon Balian (1846-1894)     | Simon Balian (1846-1894)     | Simon Balian (1846-1894) | Simon Balian (1846-1894) | Simon Balian (1846-1894) | Simon Balian (1846-1894) |  |  |  |  |  |  |  |  |  |  |  |  |  |  |  |  |  |  |  |  |  |  |  |  |  |  |
|  |  |  |  | Levon Bey Balian (1855-?)    |                              |                              |                              |                              |                              |                |                |                           |                           |                           |                           |                                  |                                  |                                  |                                  |                                   |                                  |                          |                          |                              |                              |                              |                              |                              |                              |                          |                          |                          |                          |  |  |  |  |  |  |  |  |  |  |  |  |  |  |  |  |  |  |  |  |  |  |  |  |  |  |

## Obras dos Balian

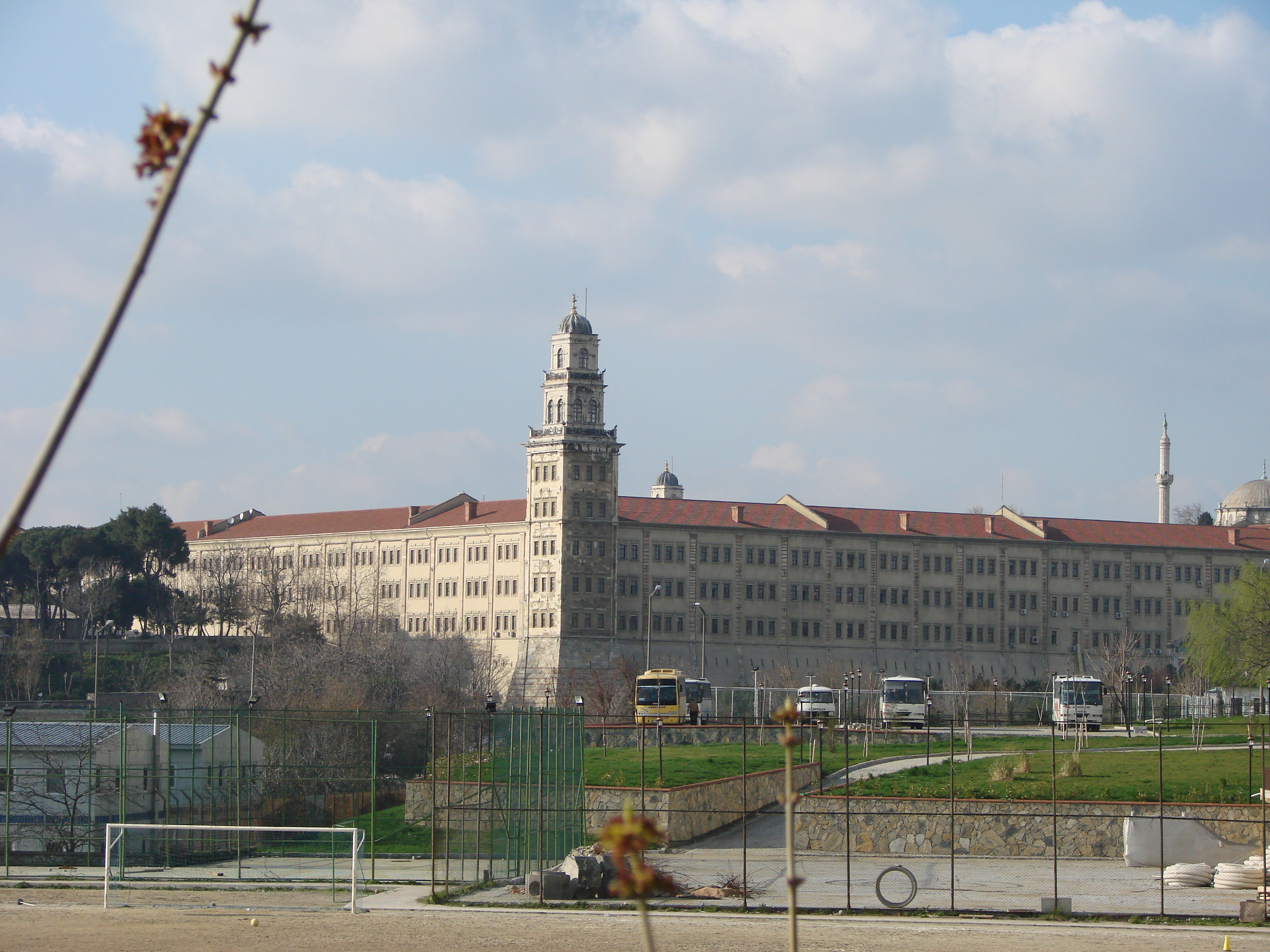
, em Üsküdar, construído entre 1825 e 1828, obra de Krikor Balian.

Os Balian desenharam ou dirigiram a construção de inúmeros edifícios, quase todos em Istambul, desde residências da família imperial otomana a fábricas e represas, passando por edifícios públicos e religiosos, quer igrejas, quer mesquitas. Muitas dessas construções encontram-se nas vistas mais populares de Istambul, nomeadamente os palácios à beira do Bósforo, a Mesquita de Ortaköy, situada junto à Ponte do Bósforo, e a Torre de Bajazeto, que se destaca no horizonte de Fatih, a parte mais antiga da cidade.
Entre os palácios ou pavilhões (em turco:  köşk, quiosque) para a família imperial, destaca-se não só a realização mais famosa dos Balian, o Palácio Dolmabahçe, mas também os palácios de Beilerbei, de Çırağan, de Yıldız e o Pavilhão Mecidiye (ou Grande Quiosque) do Palácio Topkapı. Entre os edifícios públicos destacam-se o Quartel de Selimiye (ou de Scutari), o antigo Ministério da Defesa, onde atualmente funciona a reitoria da Universidade de Istambul, a Torre de Bajazeto, o Liceu de Galatasaray, originalmente construído como a Escola de Medicina do Palácio Imperial, a Academia de Belas Artes, a Torre do Relógio de Dolmabahçe, a escola primária arménia de Makruhyan e o complexo residencial de Akaretler.
Entre as mesquitas, além da mais famosa, a Mesquita de Ortaköy, cabe nomear a de Nusretiye, a de Dolmabahçe e a de Pertevniyal Valide Sultan. Entre as igrejas arménias, destacam-se a de Surp Haç (Santa Cruz), em Üsküdar, a da Mãe de Deus (Surb Astvacacin), em Ortaköy, e a de Surp Krikor Lusavoriç (São Gregório, o Iluminador), em Kayseri. Esta última já existia antes de 1191, mas estava em ruínas em 1859. Foi reconstruída em 1868 e em 1885. Os Balian foram também os arquitetos dos türbe (mausoléus) dos sultões Mamude I, Abdulamide I e Abdulazize.

## Arquitetos da família

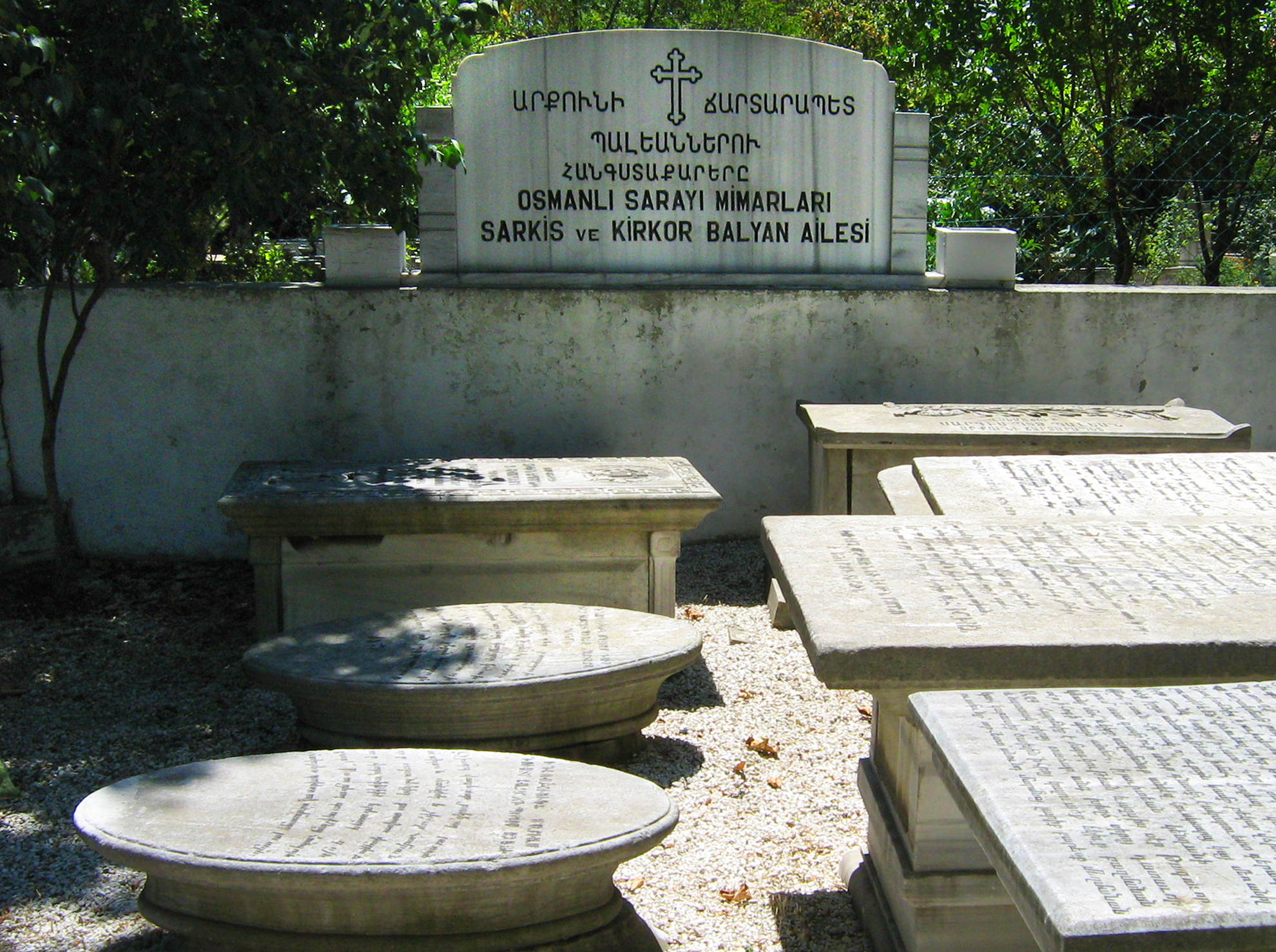
Túmulos da família Balian em Bağlarbaşı, Üsküdar, Istambul

### Mason Bali
Mason Bali (ou Mason Balen; em turco: Meremmetçi Bali Kalfa ou Meremmetçi Balen Kalfa), um pedreiro da aldeia de Belen, na região de Caramânia, na Anatólia Central, é considerado o fundador da "dinastia". Estabeleceu-se em Constantinopla, onde conheceu um arquiteto arménio[carece de fontes?] ao serviço do sultão Maomé IV, o Caçador (1648-1687) que ele viria a substituir. Quando Bali morreu, em 1725, o seu filho Magar tomou o seu lugar como arquiteto da corte do sultão.

### Magar
O "Arquiteto" Magar (em turco: Mimar Magar) foi encarregado de importantes projetos e atingiu os mais altos cargos na corte. No entanto, em resultado de uma denúncia, foi afastado da corte do sultão Mamude I (1730–1754) e exilado em Bayburt, no nordeste da Anatólia.[carece de fontes?] Aí, Magar ensinou oaruitetura ao seu filho Krikor antes de ter sido perdoado e voltar a Constantinopla. Quando o Magar se retirou, Krikor tomou o cargo do pai, com a colaboração do seu irmão mais novo Senekerim. Magar viria a morrer em Bayburt.

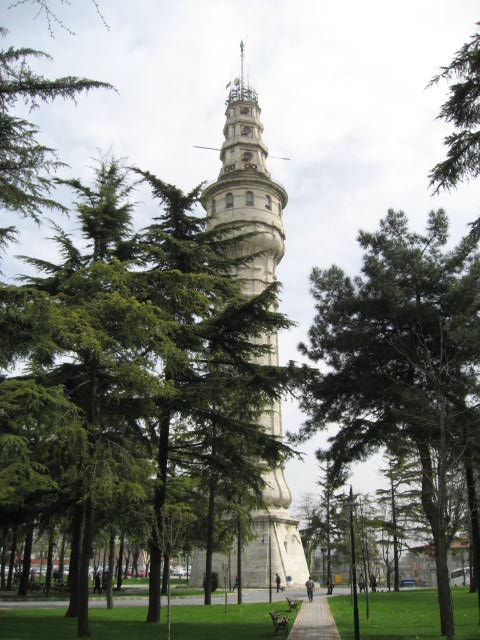
A Torre de Bajazeto, Fatih, junto à Universidade de Istambul. A torre atual, de 1828, é da autoria de Senekerim e substituiu uma anterior que ardeu, da autoria de Krikor

### Krikor
Krikor Amira Baliyan (ou Balian) nasceu em 1764 e morreu em 1831. Recebeu o nome Balian em honra do avô e adotou-o como apelido de família. Era genro do pedreiro Minas e foi sogro de Ohannes Amira Severyan, ambos arquitetos da corte. Krikor (Gregório) recebeu as credenciais de arquiteto do sultão Abdulamide I (1774–1787). Posteriormente foi conselheiro não oficial do sultão Selim III (1789–1807) e foi íntimo de Mamude II (1808–1839). A atitude de imparcialidade e habilidade para a negociação grangeou-lhe o respeito dos estrangeiros que visitavam o palácio do sultão.[carece de fontes?]
Em 1820 foi exilado em Caiseri, na Anatólia Central por causa do seu envolvimento numa disputa entre arménios católicos e gregorianos. Foi depois perdoado e autorizado a regressar a Constantinopla, supostamente  pouco depois do seu amigo no palácio, Amira Bezjian, ter oferecido em seu nome um delicioso presunto de Caiseri ao sultão.[carece de fontes?] Krikor morreu em 1831 depois de servir quatro sultões.

### Senekerim
Senekerim Balian (1768–1833) era o filho mais novo de Mimar Magar e irmão de Krikor. Trabalhou com o seu irmão, mas permaneceu quase sempre em segundo plano.[carece de fontes?] É conhecido principalmente pela reconstrução da Torre de Bajazeto, que tinha sido construída por Krikor em 1826 para vigiar incêndios, mas que ironicamente foi destruída por um fogo dois anos depois. Morreu em Jerusalém, onde foi sepultado numa igreja arménia.

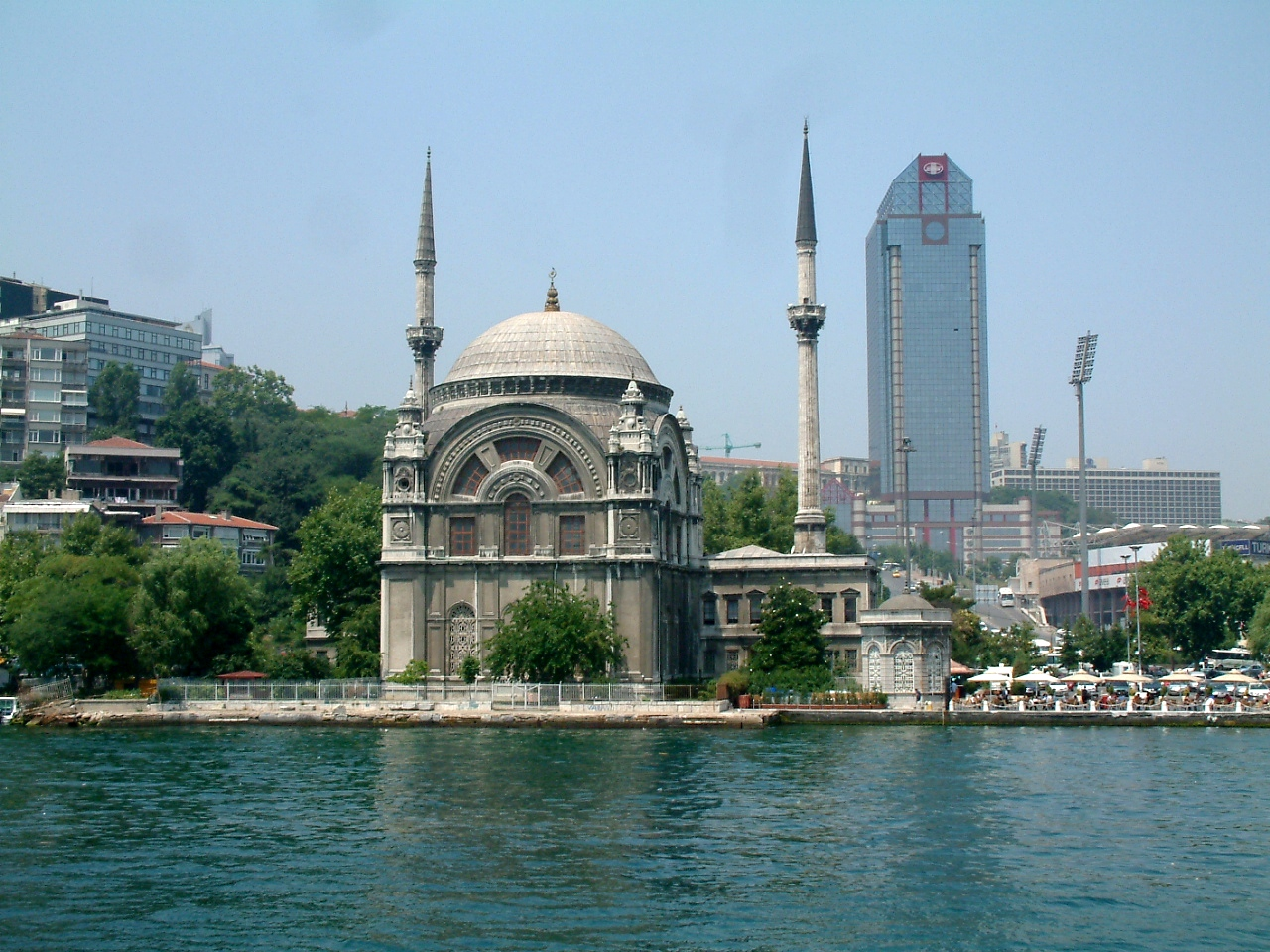
(Dolmabahçe Camii ou Bezm-i Valide Sultan Camii), em Kabataş, Beşiktaş, junto ao Palácio Dolmabahçe, da autoria de Garabet Amira Balian; construída por ordem da rainha-mãe Bezmi Valide Sultan entre 1852 e 1854

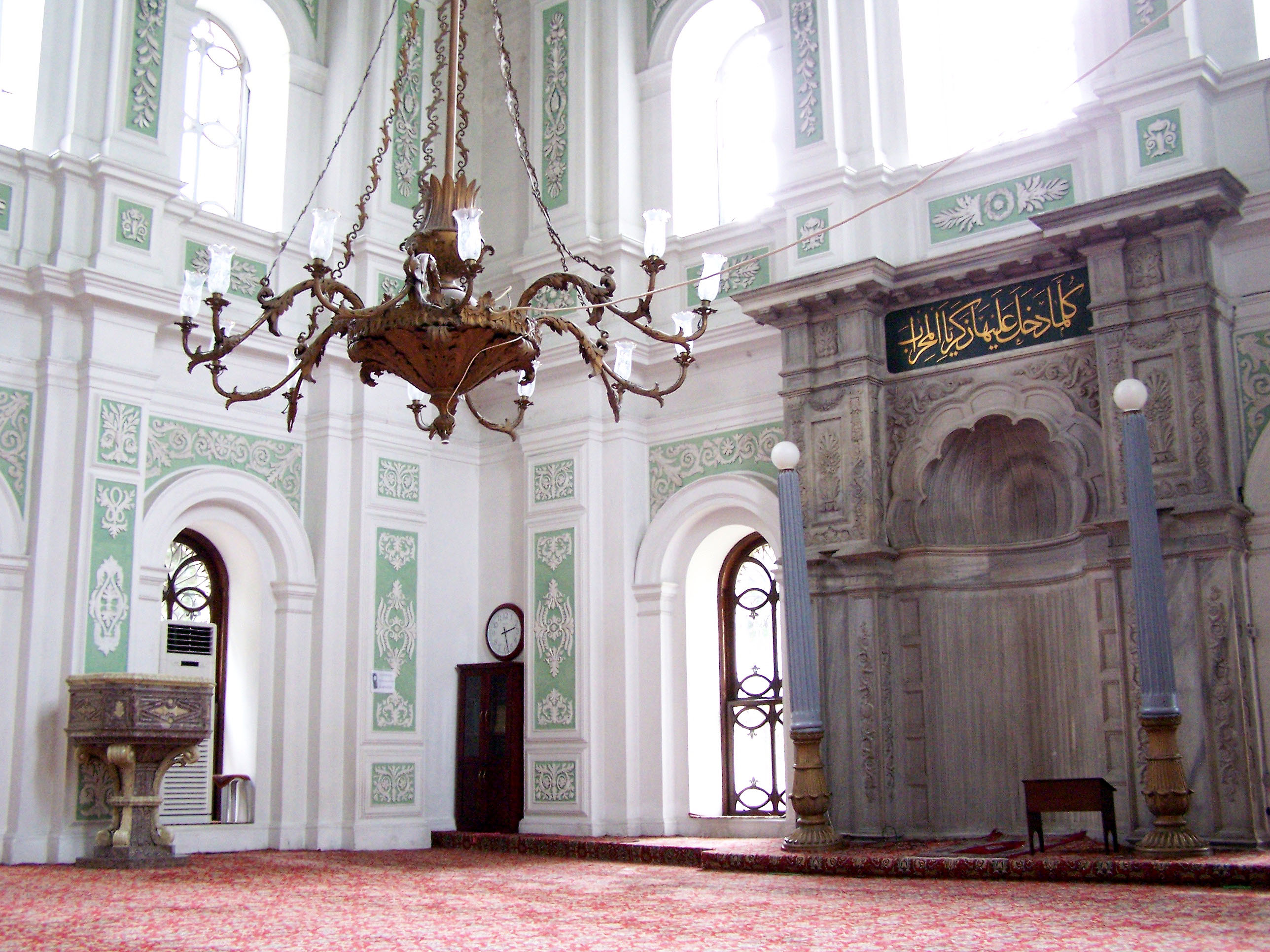
Interior da Mesquita Küçük Mecidiye, obra de Nigoğayos Balian

### Garabet Amira
Garabet Amira Balian (ou Karabet Balian; 1800–1866) era demasiado jovem e inexperiente para ocupar sozinho os cargos do seu pai quando este morreu, pelo que trabalhou com o seu tio Ohannes Serveryan. Garabet serviu os sultões Mamude II (1808–1839), Abdul Mejide I e Abdulazize (1861–1876). Entre as suas numerosas obras em Istambul destacam-se o Palácio Dolmabahçe e a Mesquita de Ortaköy, obras realizadas em conjunto com o filho Nigoğayos, e o Palácio de Beilerbei, realizado em conjunto com o filho Sarkis.
Garabet foi um membro ativo da comunidade arménia, nomeadamente em assuntos administrativos e relacionados com a educação. Também levou a cabo estudos sobre arquitetura arménia. Foi sucedido pelos seus quatro filhos, Nigoğayos, Sarkis, Hagop e Simon após a sua morte por ataque cardíaco em 1866, enquanto conversava com amigos.[carece de fontes?]

### Nigoğayos
Nigoğayos Balian (1826-858), por vezes grafado Nigoğos, foi o filho mais velho de Garabet Armira. Em 1843 foi enviado para Paris juntamente com o seu irmão Sarkis para estudarem Arquitetura no Colégio Sainte-Barbe. No entanto, devido a ter adoecido, os irmãos voltaram a Constantinopla em 1845. Nigoğayos ganhou experiência trabalhando com o pai e foi nomeado conselheiro artístico do sultão Abdulamide I (1839–1861). Fundou uma escola para arquitetos locais onde se ensinava arquitetura ocidental.[carece de fontes?]
Nigoğayos colaborou com o seu pai na construção do Palácio de Dolmabahçe, que decorreu entre 1842 e 1856. Participou também na preparação da "Lei da Nação Arménia".[carece de fontes?] Morreu em Constantinopla em 1858 de febre tifoide quando tinha 32 anos.

### Sarkis
Sarkis Balian (1835–1899) foi o segundo filho de Garabet. Em 1843 foi com o seu irmão mais velho Nigoğayos para Paris, de onde voltou em 1845 devido ao irmão ter adoecido. Em 1847 Sarkis voltou a Paris para estudar no Colégio Sainte-Barbe, onde acabou o curso de Arquitetura três anos depois. Posteriormente estudou na Academia de Belas Artes.

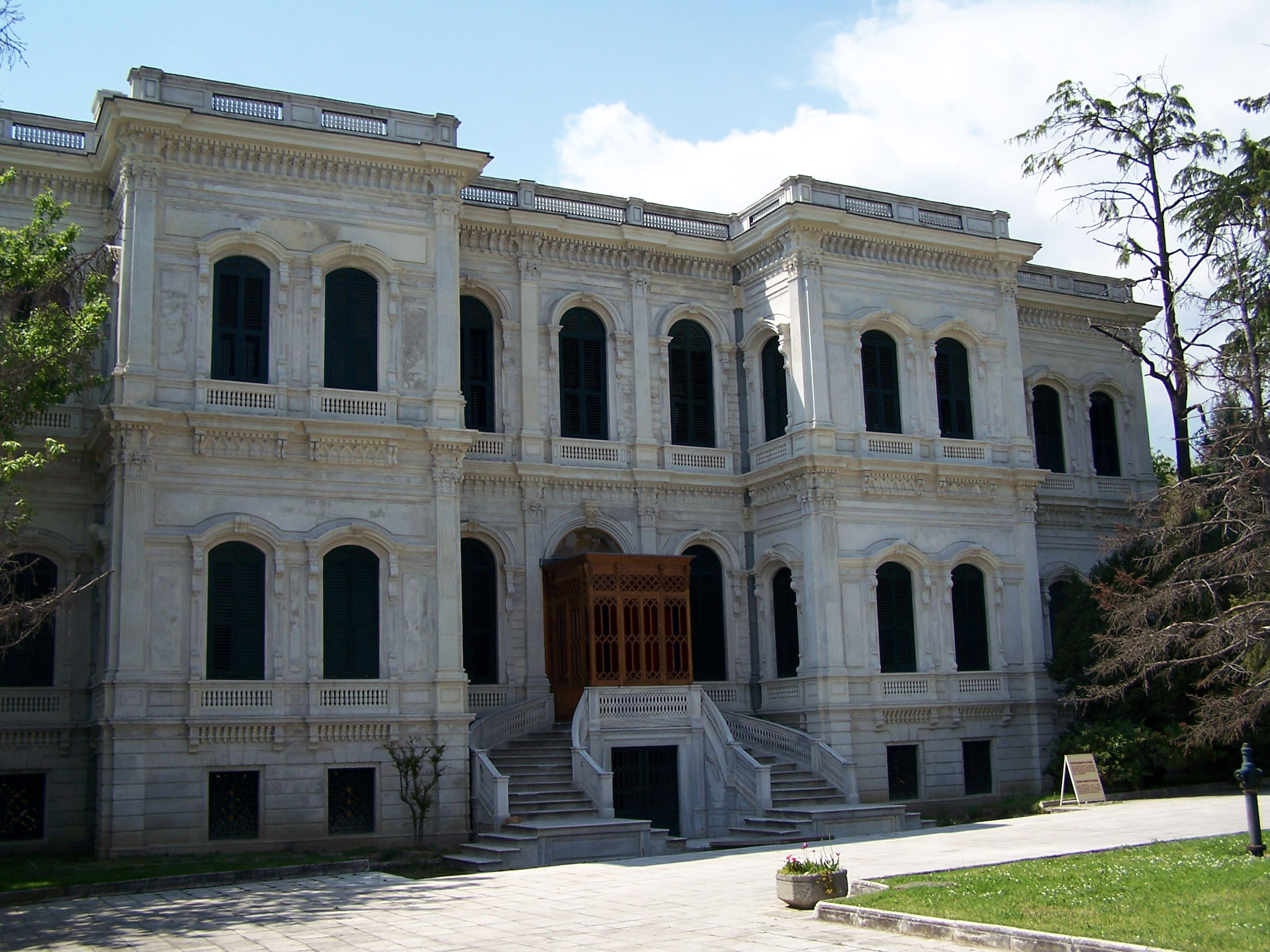
O pavilhão de "apartamentos de estado" (Büyük Mabeyin Binası), onde trabalhavam os altos funcionários do sultão, no Palácio de Yıldız, obra de Sarkis Balian

Depois de voltar a Constantinopla, Sarkis começou a trabalhar com o pai e com o irmão .Nigoğayos Após a morte destes, continuou a sua obra com o irmão mais novo, Hagop. Sarkis tornou-se mais famoso do que Hagop porque construíu as obras desenhadas pelo seu irmão, mas também é conhecido por ter projetado alguns edifícios.[carece de fontes?]
Conhecido por ser rápido no seu trabalho, a vida profissional de Sarkis foi interrompida pela morte do irmão Hagop em 1875 e pela ascensão de Abdulamide II (1876–1909) ao trono. Abdulamide II. Devido a acusações políticas a que não deverão ter sido alheias as perseguições aos arménios no Império Otomano iniciadas no reinado de Abdulamide II, que culminariam na chacina de dezenas ou centenas de milhares de arménios, Sarkis foi forçado a exilar-se na Europa durante 15 anos na cidade de Budapeste onde se casou com Judit Nagy e teve um filho Petros Sarkis Balian,  acabou por regressar à Turquia graças a Hagop Kazazian Paşa, um alto funcionário otomano arménio ao serviço do sultão que chegou a ministro das finanças imperial, ter intercedido por ele.
A sua obra mais importante foi o pavilhão da Valide Sultana. Interessado em todos os ramos das Belas Artes, Sarkis apoiou vários artistas arménios (escritores, músicos e principalmente atores). Foi também membro da Assembleia do Patriarcado Arménio de Constantinopla. Foi-lhe concedido o título nobiliárquico de Sir Mimar (Aqrquiteto-chefe do Império Otomano).[carece de fontes?]

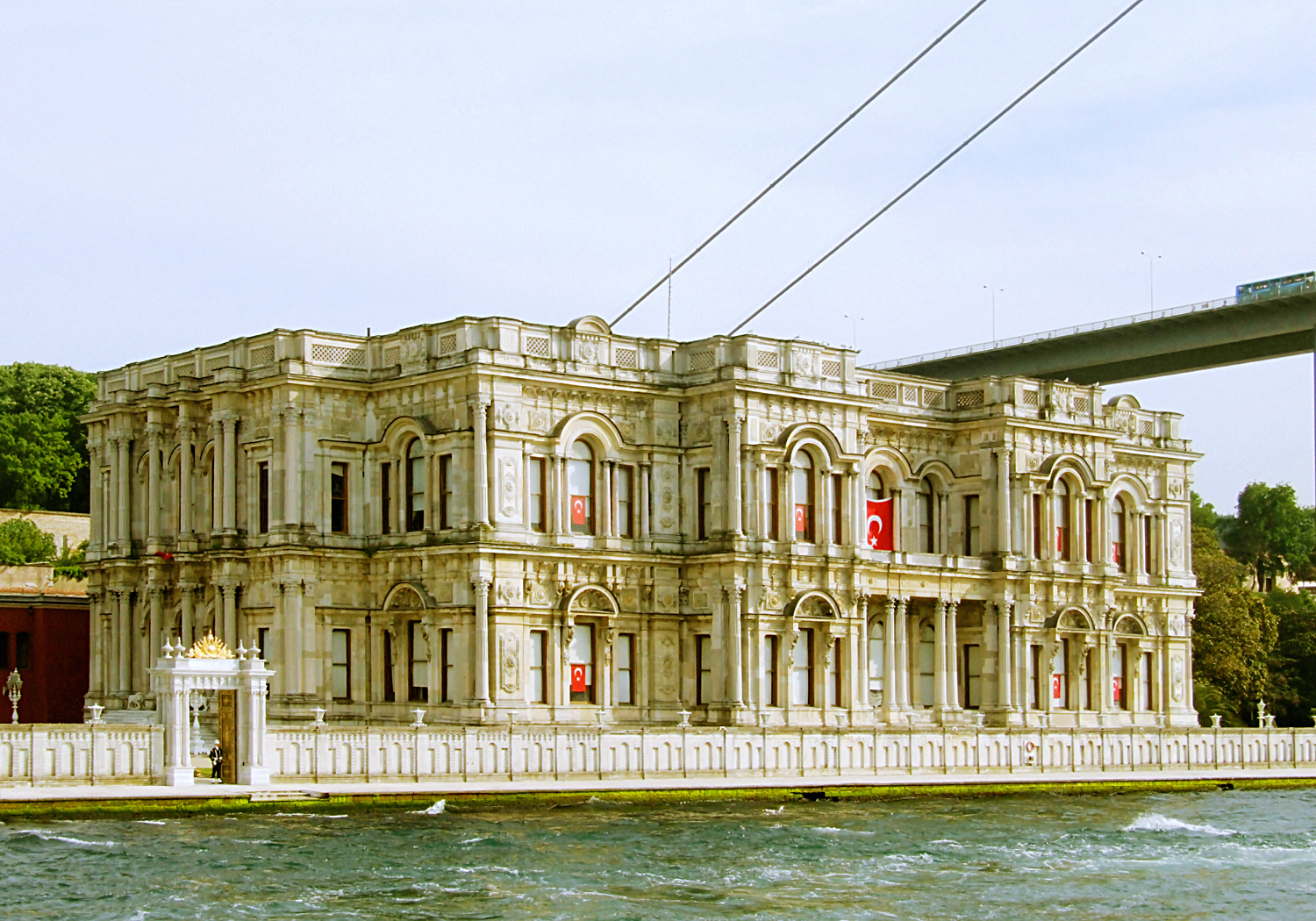
O Palácio de Beilerbei, em Beilerbei, Üsküdar, na margem asiática do Bósforo; obra de Sarkis

### Hagop
Hagop Balian (1838–1875), por vezes grafado Agop, foi o terceiro filho de Garabet. Como Sarkis, formou-se em Arquitetura no Colégio Sainte-Barbe de Paris. Trabalhou com o irmão Sarkis em vários projetos em Constantinopla. Não se sabe ao certo qual a divisão de tarefas entre os dois irmãos, mas supõe-se que Hagop se dedicou mais ao desenho do que à direcção de construção e que muitas das obras pelas que deram fama a Sarkis porque este as dirigiu eram da autoria de Hagop.
Hagop morreu em Paris em 1875 com 37 anos de idade; foi sepultado no cemitério do Père-Lachaise, em Paris.

### Simon
Simon Balian (1846-1894) foi o quarto filho de Garabet Amira. Sabe-se que trabalhou em conjunto com os irmãos e que estudou Aqruitetura na Europa. As obras mais importantes em que trabalhou foram o Quartel ou Arsenal de Maçka, em Beşiktaş, na estação de Maçka e num dos pavilhões (köşk) do Palácio de Yıldız. Pintou várias aguarelas das obras dos Balian.

### Levon
Levon Bey Balian (1855-?) era filho de Hagop. Estudou Arquitetura em no Colégio Sainte-Barbe de Paris, onde se diplomou em 1869. Frequentou também a Escola de Belas Artes.

### Genéricas
Nota: Não usadas diretamente; constavam do «en:Balyan family» na Wikipédia em inglês cuja tradução serviu de base à maior parte do texto.
- Finkel, Caroline (2006). Osman's Dream (em inglês) 1 ed. [S.l.]: Basic Books. 704 páginas. ISBN 978-0465023967
- Göyünç, Nejat. «Turkish-Armenian Cultural Relations» (PDF). www.tbmm.gov.tr (em inglês). Grande Assembleia Nacional da Turquia. Consultado em 23 de fevereiro de 2011. Arquivado do original (PDF) em 22 de março de 2003